# C/1998 K1
C/1998 K1 (Mueller) – kometa długookresowa odkryta 16 maja 1998 roku przez Jean Mueller.

## Orbita komety
Orbita komety C/1998 K1 ma kształt wydłużonej elipsy o mimośrodzie 0,945. Jej peryhelium znajduje się w odległości 3,42 j.a., aphelium zaś 121,2 j.a. od Słońca. Jej okres obiegu wokół Słońca wynosi około 492 lat, nachylenie orbity do ekliptyki to wartość 35,6˚.